# 진례 분기점
진례 분기점(Jillye JC)은 경상남도 김해시 진례면 산본리에 설치된 남해고속도로와 남해고속도로제3지선이 만나는 분기점이자 남해고속도로제3지선의 종점이다. 2017년 1월 13일에 개통되었다.

## 연혁
- 2012년 4월 19일 : 부산항신항 제2배후도로 건설로 분기점 신설을 위해 김해시 도시계획시설 교통광장에 진례면 산본리 일원을 진례 분기점으로 고시[1]
- 2017년 1월 13일 : 남해고속도로제3지선(부산항신항고속도로) 개통과 함께 통행 개시[2]

## 구조물 정보
- 위치: 경상남도 김해시 진례면 산본리

## 접속하는 노선

### 순천・부산방면
- 남해고속도로 (35-1번)

### 창원방면
- 남해고속도로제3지선 (4번)